# ILC Dover

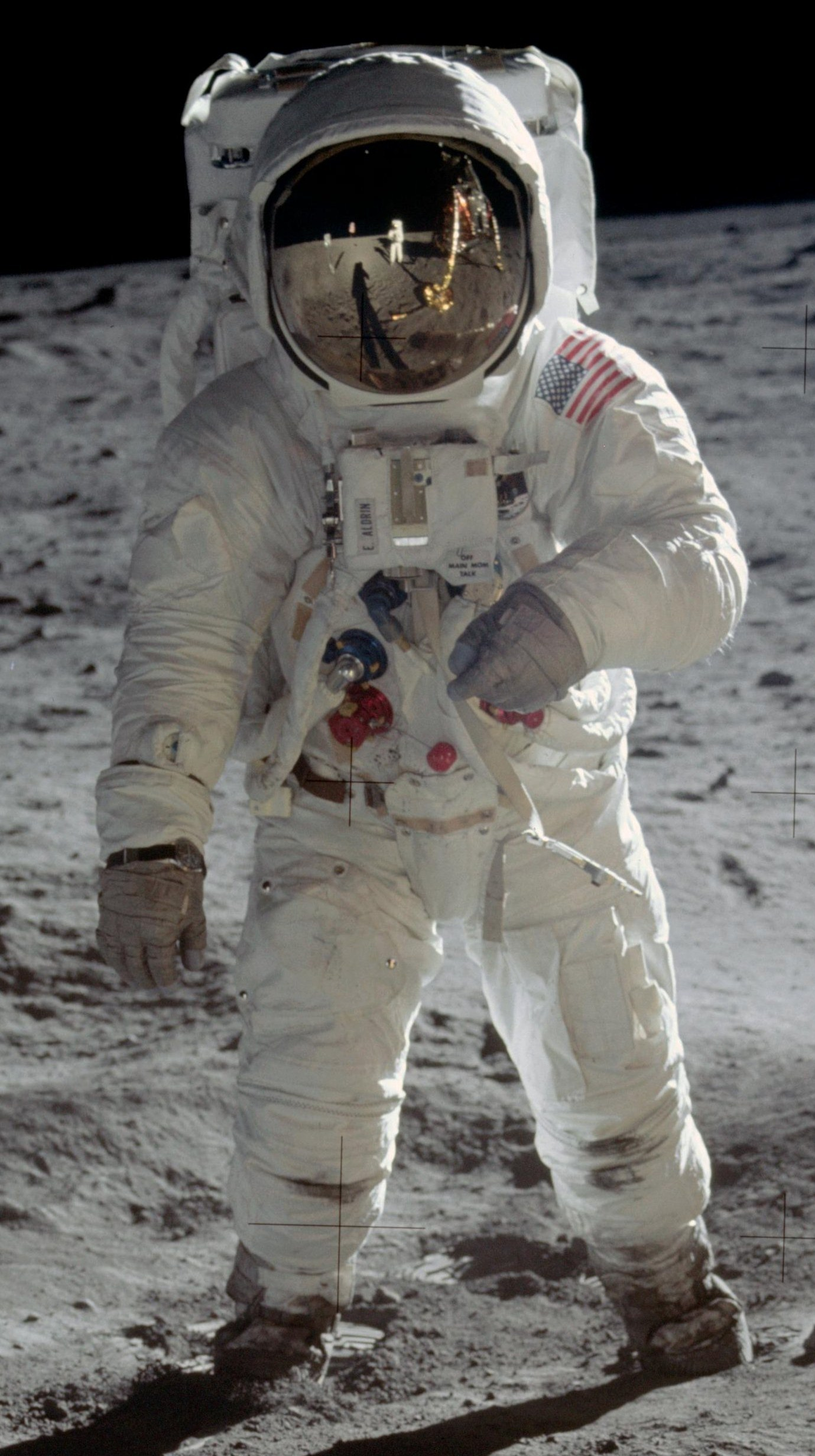
ILC Apollo Raumanzug (hier getragen von Buzz Aldrin)

ILC Dover ist ein US-amerikanischer Technikhersteller mit Sitz in Newark, Delaware. ILC entwickelt Hochleistungsmaterialien und Technik für die Luft- und Raumfahrt, das Militär und die Chemie- und Pharmaindustrie.
Das Unternehmen ist vor allem für die Entwicklung und Produktion von Raumanzügen für die NASA bekannt, welche seit dem Apollo-Programm bis in die Gegenwart von ILC weiterentwickelt werden.
Seit 2020 ist ILC im Besitz der Investmentgesellschaft New Mountain Capital.

## Geschichte
ILC Dover wurde ursprünglich als Filiale der International Latex Corporation gegründet, die 1932 von Abram Spanel gegründet wurde und später als Playtex bekannt wurde, das vor allem für die Herstellung von Damenunterwäsche bekannt ist. Die International Latex Corporation unterstützte die US-amerikanischen Streitkräfte im Zweiten Weltkrieg mit Latexprodukten wie Angriffsbooten, Rettungsflößen und Feldflaschen. 1947 teilte sich die International Latex Corporation in vier Abteilungen auf, von denen eine, die Metallabteilung, schließlich zu ILC Dover wurde.
Zu dieser Zeit war ILC in Dover, Delaware ansässig und befasste sich mit Hochdruckhelmen und Hochdruckanzügen für die US-Marine und die US-Luftwaffe.

Im Jahr 1965 erhielt ILC (damals als Government and Industrial Division der International Latex Corporation bekannt) den Hauptauftrag für den A7L - Apollo Lunar Raumanzug, der auf einem einzigartigen Ansatz zur Entwicklung flexibler Verbindungen in luftgefüllten Anzügen basiert. ILC entwarf und fertigte den Anzug, den Astronauten im Rahmen des Apollo-Programms trugen, einschließlich Neil Armstrong auf dem ersten Mondspaziergang. Bis 1969 wuchs die Belegschaft von ILC auf 900 Mitarbeiter, da das Raumfahrtprogramm durch die Produktion von Apollo-Raumanzügen und einem Sonnenschutzschild zum Schutz von Skylab, der ersten US-amerikanischen Raumstation, unterstützt wurde. Hamilton Standard wurde beauftragt, die Herstellung von ILC-Anzügen zu überwachen, da ILC keine Erfahrung mit Verträgen der Regierung hatte.

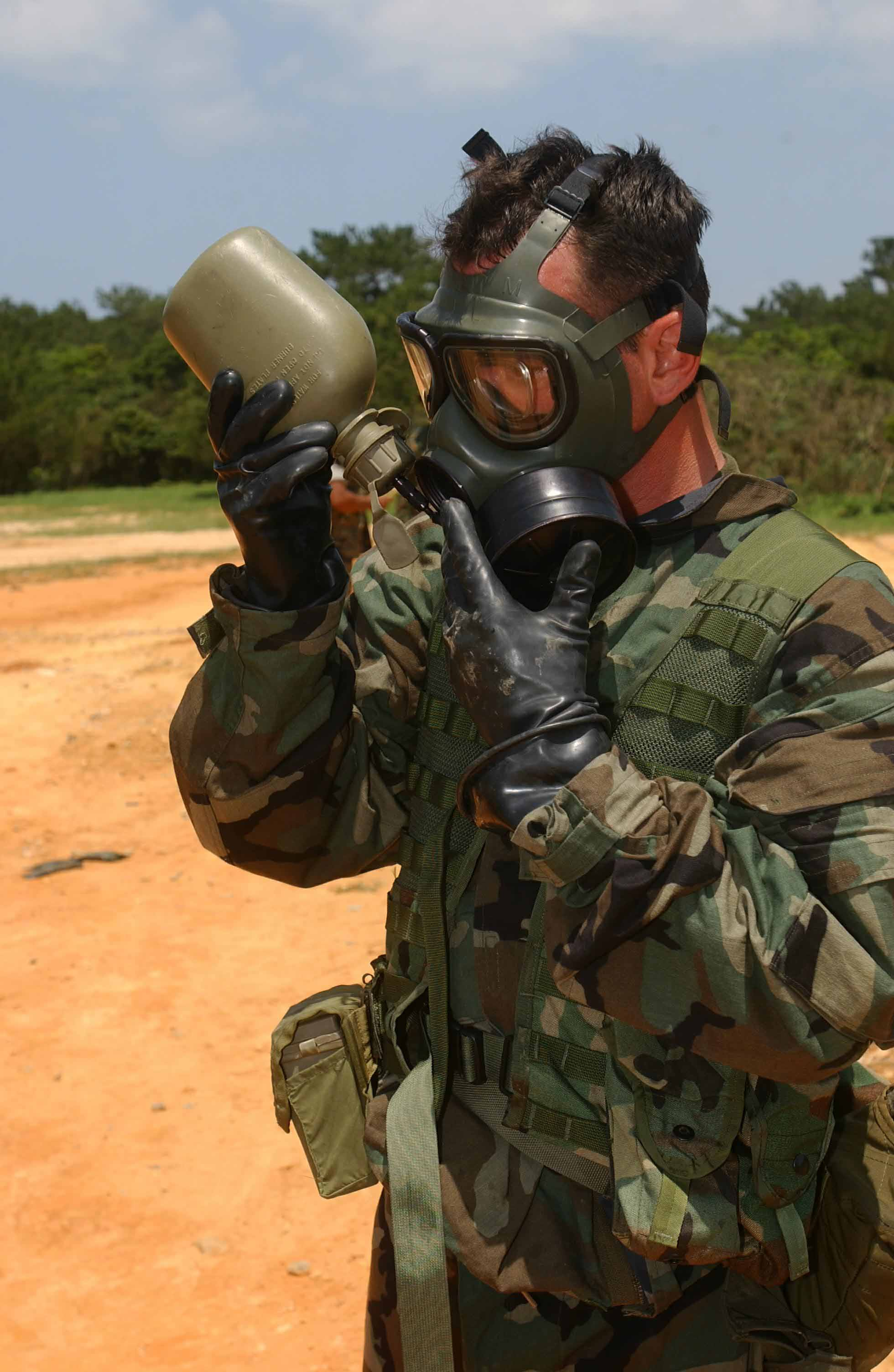
M40 Atemschutzmaske

1974 endete das Skylab-Programm, und ILC musste sein Produktangebot diversifizieren. Im selben Jahr lieferte ILC sein erstes Luftfahrzeug an die US-Luftwaffe zur Verwendung in der Cudjoe Key Air Force Station aus. Anschließend legte das Unternehmen den Fokus auf Persönliche Schutzausrüstung. In späteren Jahren wurde die Entwicklung von Schutzausrüstung auf militärische chemische, biologische, radiologische und nukleare (CBRN) Masken und Haubensysteme (z. B. M43, M40, MBU-19 / P) ausgeweitet. Die von ILC Dover entwickelten M40/M42-Masken wurden zur Standard-Feldmaske der US-Armee; ab 2010 waren über zwei Millionen Stück produziert und verkauft.
1977 begann ILC Dover in Zusammenarbeit mit Hamilton Standard mit der Entwicklung und Herstellung der Extravehicular Mobility Unit (k), des Raumanzuges, den Astronauten bei Außenbordeinsätzen (EVA) tragen.
In den späten 1970er Jahren entwickelte ILC den Demilitarization Protective Ensemble (DPE). Dieser erfüllte den Bedarf der US-Armee nach einem serienmäßigen Überdruckanzug mit vollständiger Kapselung für das Wartungspersonal an einem Chemiewaffenstandort. Das DPE wurde 1979 an die Armee ausgeliefert und war seitdem Jahrzehnte im Einsatz. Aus der Technologie, die bei der Herstellung des DPE verwendet wurde, entwickelte ILC einen Mehrzweckschutzanzug, der noch bis in die 2010er Jahre hinein von Public Health Canada, der Boston University, USAMRIID, dem Center for Disease Control, den Industrieunternehmen DuPont, Dow und Georgia Pacific verwendet wurde.
In den frühen 1990er Jahren war ILC an der Entwicklung und Herstellung von Aerostaten und Blimps beteiligt, die im Nordwesten der USA und im Westen Kanadas zum Abrufen von Holz aus Berggebieten eingesetzt wurden, die auf der Straße nicht erreichbar waren.
Im selben Jahrzehnt stieg ILC in die Pharmaindustrie ein und entwickelte und produzierte flexible Sicherheitssysteme, die zur Verbesserung der Bediensicherheit und zur Gewährleistung der Produktreinheit bei der Herstellung pharmazeutischer Wirkstoffe eingesetzt wurden.
In den Jahren 1994 und 1995 erhielt ILC Verträge mit der Zeppelin Luftschifftechnik und der American Blimp Corporation über die Herstellung von Außenverkleidung für Halbstarre Luftschiffe, Prallluftschiffe und andere Luftschiffe der Unternehmen. Im folgenden Jahrzehnt wurde die Produktion von Luftschiffen durch die ILC fortgesetzt. 2001 entwickelte und produzierte ILC in Zusammenarbeit mit TCOM und Uretek das weltweit größte Luftschiff-Druckfahrzeug für Cargolifter in Deutschland.

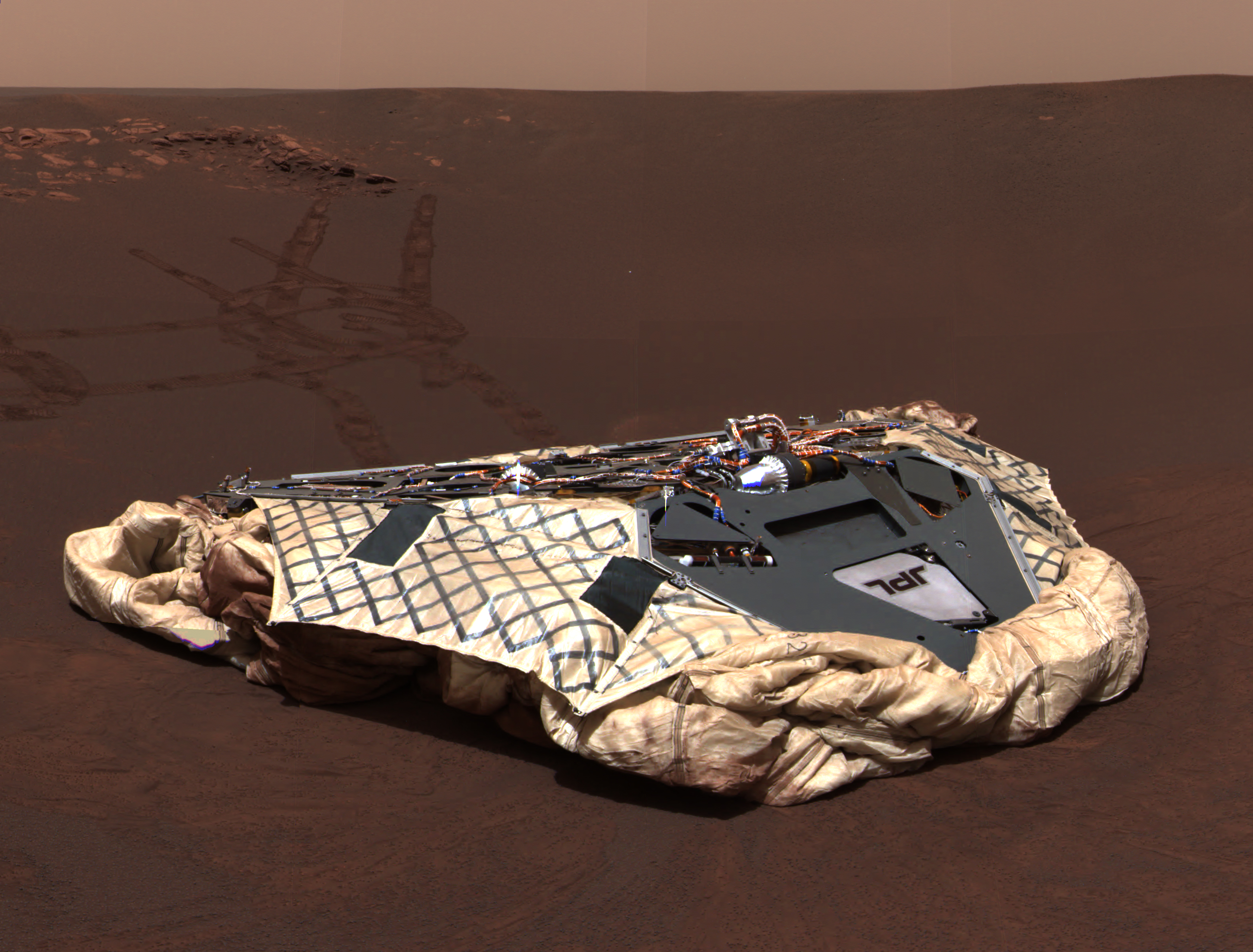
Von ILC Dover entwickeltes Airbaglandesystem der Opportunity auf dem Mars

1994 beauftragte das Jet Propulsion Laboratory der NASA die ILC mit der Entwicklung und Herstellung des Airbag-Landesystems für die Mars Pathfinder, welche die Landung der Pathfinder am 4. Juli 1997 erfolgreich abfederte. 2003 ermöglichte das Airbag-System der ILC die sichere Landung der Spirit und Opportunity während der Mars-Exploration-Rover-Missionen.
Im selben Jahr wurde eine Mehrheit an ILC für 303 Mio. US-Dollar von Behrman Capital, einer amerikanischen Investmentgesellschaft, übernommen.
Anfang 2010 ging das Unternehmen einen Produktionsvertrag mit dem US-amerikanischen Rüstungskonzern Lockheed Martin ein, der vorsah, das US-amerikanische Militär mit Blimps für den Afghanistan- und Irakkrieg auszustatten.
Im Februar 2020 wurde ILC vom amerikanischen Investmentunternehmen New Mountain Capital übernommen. Im Anschluss daran wurde ein neuer Geschäftsführer ernannt und der Firmensitz von Frederica an den STAR Campus der University of Delaware verlegt.
Im Dezember übernahm das Unternehmen KSE Scientific, einen Hersteller von sterilen Lösungen, der sich auf die Produktion von Wasser für Injektionszwecke (WFI) für die Endmärkte Biopharma, Zell- und Gentherapie, Gewebebanken und medizinische Geräte spezialisiert hat.

2022 kündigte das Unternehmen an einen seiner Produktionsstandorte in Mexiko, der von der Tochtergesellschaft Grayling Industries betrieben wird, stark auszubauen. ILC kündigte außerdem an, einen Standort in Gliwice im Süden von Polen zu errichten. 

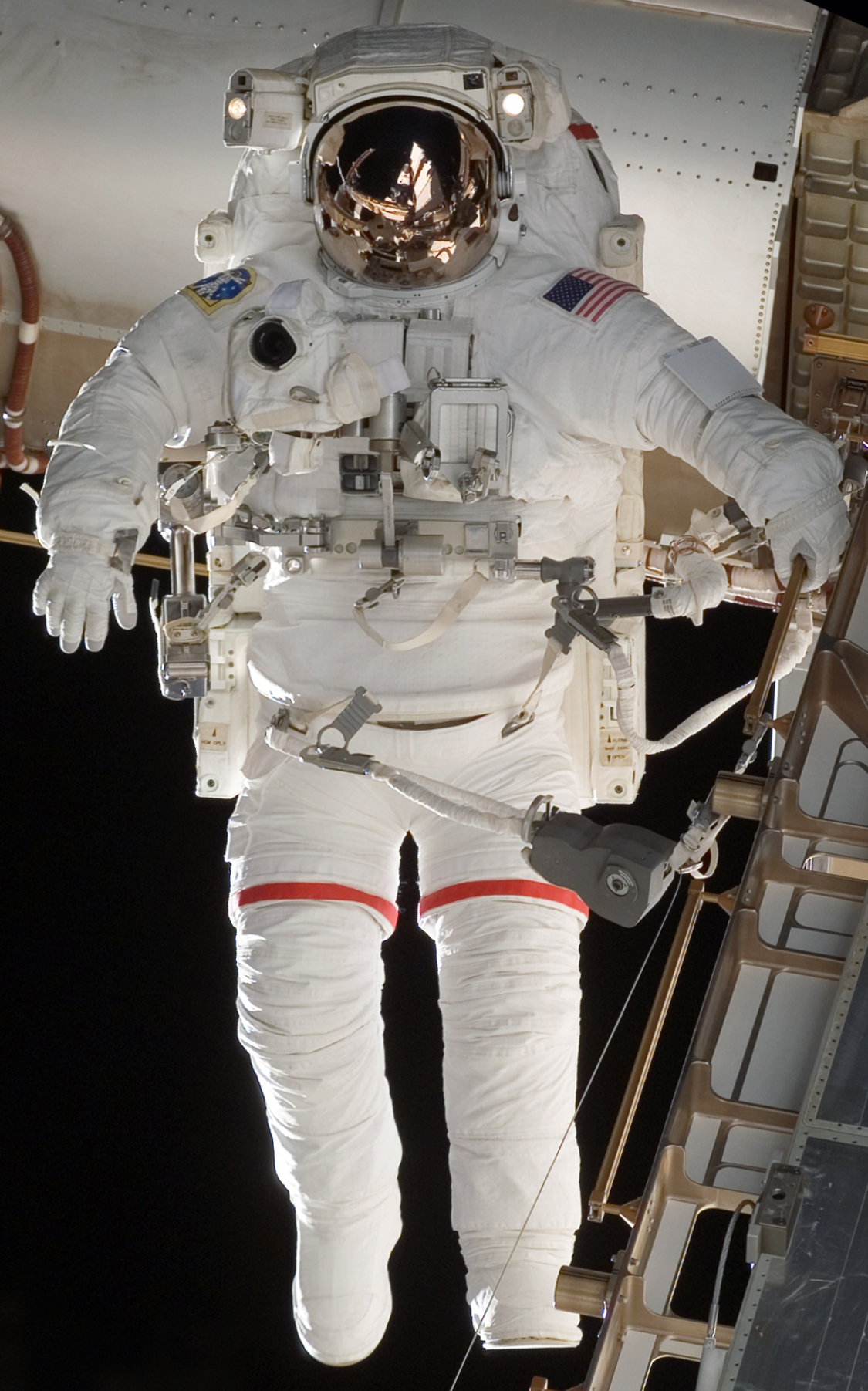
EMU (Extravehicular Mobility Unit) während eines Außenbordeinsatzes (EVA)

## Unternehmen
ILC Dover beschäftigt mehr als 2.000 Mitarbeiter an sechs Standorten in Nordamerika, Europa und Asien. Der Firmensitz wurde 2021 von Frederica an den Campus der University of Delaware verlegt.
Produktionsstandorte liegen in Delaware, North Carolina, dem Vereinigten Königreich, Irland, der Schweiz und Mexiko.
ILC hat in den vergangenen Jahren verschiedene Unternehmen übernommen, dazu gehören 2013 Grayling Industries, Solo Containment im Jahr 2020 und Flexan Corporation und KSE Scientific im Jahr 2021.

## Produkte und Entwicklungen
ILC erhielt den Zuschlag für die Entwicklung und Produktion von Raumanzügen für die NASA, welche seit dem Apollo-Programm bis in die Gegenwart von ILC weiterentwickelt werden. ILC fertigt außerdem Baugruppen der Extravehicular Mobility Unit (EMU), der von Raumfahrern bei Außenbordeinsätzen (EVA) auf Space-Shuttle-Missionen und außerhalb der Internationalen Raumstation getragen wird. Weitere ILC-Produkte für die NASA sind das Airbaglandesystem für die Mars Pathfinder und Mars Exploration Rover (MER) und das Airbaglandesystem für das Crew Exploration Vehicle Orion.
Mit der NASA ist ILC außerdem an der Entwicklung von entfaltbaren Antennen, Sonnenschutz bzw. Strahlungsschilden, Solaranlagen, Luftschleusen und aufblasbaren Schutzräumen beteiligt.
Ebenfalls stattet das Unternehmen das US-Militär und die Chemieindustrie mit CBRN-Masken, PAPR-Schutzausrüstung und die Pharmaindustrie mit Pulver-Containment-Lösungen aus.

## Raumanzüge
Mit Beginn des Apollo-Programms war ILC der Designer und Hersteller des Druckanzugs für die NASA. In allen Missionen von Apollo, Skylab über Space-Shuttle-Missionen und ISS-Missionen wurde der Raumanzug benötigt, um Astronauten vor Gefahren auf der Erdumlaufbahn und auf der Mondoberfläche zu schützen. Zu diesen Gefahren zählen die Vakuumumgebung des Weltraums, extreme Temperaturen zwischen −250 und 250 Grad Fahrenheit, der Einfluss von Mikrometeoriten und Trümmern aus der Umlaufbahn sowie Mondstaub bzw. Regolith. Oberhalb der 63.000-Fuß-Schwelle werden Raumanzüge benötigt, um Sauerstoff zuzuführen und eine Hülle für den menschlichen Körper zu bieten, in der dieser seine Körperflüssigkeiten in einem flüssigen Zustand halten kann.

### Apollo und Skylab
ILC begann 1966 mit der Lieferung von Raumanzügen für das Apollo-Programm. Die ersten Lieferungen von Anzügen verliefen bei Tests nicht gut, und die NASA kündigte zunächst ihren Vertrag mit ILC und Hamilton Standard. Die NASA startete das Programm neu, um einen Raumanzug für das Apollo-Programm zu entwickeln, in dem zunächst mit harten Anzügen experimentiert wurde. ILC und Hamilton Standard reichten diesmal miteinander konkurrierende Designs ein, wobei ILC den einzigen Zuschlag erhielt, der auf seinem flexiblen, eng anliegenden Design beruhte, das wassergekühlte Unterwäsche, eine blaue innere Druckschicht und eine weiße Nylonschicht zum Schutz der Anzüge vor Steinen enthielt. Hamilton erhielt einen separaten Vertrag für die lebenserhaltende Rucksackeinheit. ILC wurde nach dem Apollo-1-Brand weiter aufgefordert, alles brennbare Material aus Raumanzügen zu entfernen. Nach einer landesweiten Recherche entschied sich ILC für Beta-Gewebe (Multilayer Insulation), ein feuerfestes Silica-Fasergewebe. Apollo-Raumanzüge wurden für jeden der Astronauten im Programm maßgeschneidert, und für jeden der zwölf durchgeführten Flüge mit Besatzung produzierte ILC fünfzehn Anzüge. Neun davon wurden für die drei Astronauten angefertigt, die die Besatzung umfassten (ein Anzug für den Flug, einen für das Training, einen als Ersatz) und zwei Anzüge wurden für jedes der drei Mitglieder der Back-up-Besatzung angefertigt (ein Anzug für den Flug und eine für die Ausbildung). Während des Apollo-Programms wurden 20 Außenbordeinsätze und während des Skylab zehn Einsätze durchgeführt. Die Apollo-Anzüge wurden insgesamt 160 Stunden auf der Mondoberfläche verwendet.

### Shuttle
Der Raumanzug, der für EVAs während der Shuttle-Missionen verwendet wurde, war die Extravehicular Mobility Unit (EMU), die aus zwei Teilen besteht: der von ILC hergestellten Raumanzug-Baugruppe (SSA) und dem von Hamilton Sundstrand (zuvor) hergestellten Lebenserhaltungssystem (LSS). Die SSA besteht aus einzelnen Komponenten, die passend für jeden Astronauten zusammengebaut wurden. Seit dem ersten Außenbordeinsatz (EVA) im Jahr 1983 wurden von 216 Raumfahrern mit den beiden Systemen 74 Außenbordeinsätze bis Anfang 2011 durchgeführt. Dies Gesamtstundenanzahl dieser EVAs betrug mehr als 470 Stunden im All.

### International Space Station (ISS)
Die Shuttle-Extravehicular Mobility Unit (EMU) wurde für den Einsatz auf der Internationale Raumstation (ISS) modifiziert, um eine größere Mobilität, bessere Tastfähigkeiten des Handschuhs und eine längere Lebensdauer zu gewährleisten. Bis Februar 2011 waren insgesamt 104 EVAs auf der ISS aufgetreten, was einer Gesamtdauer von 650 Stunden im Weltraum entspricht.